# フィドゥキア (小惑星)
フィドゥキア (380 Fiducia) は小惑星帯にある大きな小惑星である。C型小惑星に分類される。研究者によってはネメシスと同じ小惑星族に含めることもある。
フランスの天文学者、オーギュスト・シャルロワによってニースで発見され、ラテン語で「信頼」という意味を表す言葉にちなんで命名された。
2009年4月に宮城県と山形県で掩蔽が観測された。